# Kay Lenz
Kay Ann Lenz, född 4 mars 1953 i Los Angeles, Kalifornien, är en amerikansk skådespelerska.

## Utmärkelser
Lenz har bland annat vunnit ett Primetime Emmy Award för bästa kvinnliga gästskådespelare 1989 för En röst i natten.

## Roller i urval
- 1972 – Brottsplats: San Francisco (TV-serie) (1 avsnitt)
- 1973 – Breezy – Fri som kärleken
- 1973 – Sista natten med gänget
- 1974 – McCloud (TV-serie) (1 avsnitt)
- 1976 – Ös på, råskinn!
- 1976–1977 – De fattiga och de rika (TV-serie) (11 avsnitt)
- 1978 – Familjen Macahan (TV-serie) (3 avsnitt)
- 1986 – Titta vi spökar
- 1987 – Death Wish 4: The Crackdown
- 1988–1989 – En röst i natten (TV-serie) (3 avsnitt)
- 1989 – Utan alibi
- 1991–1992 – Rättvisans makt (TV-serie) (32 avsnitt)
- 1995 – Gunfighter's Moon
- 2001 – Once and Again (TV-serie) (2 avsnitt)
- 2007 – House (TV-serie) (1 avsnitt)
- 2014 – Bones (TV-serie) (1 avsnitt)